# Хроноамперометрія
Хро́ноамперометрі́я (англ. chronoamperometry, рос. хроноамперометрия) — електрохімічний вимірювальний метод, що використовується для аналізу або дослідження кінетики й механізму електродних реакцій. Оснований на вимірюванні струму, що протікає через електрохімічну чарунку, як функції часу після різкої зміни потенціалу на робочому електроді.